# Corgathalia
Corgathalia là một chi bướm đêm thuộc họ Noctuidae.